# Cocoliche
 Cocoliche ist eine weitgehend ausgestorbene Mischform der italienischen und spanischen Sprache, die von zahlreichen italienischen Einwanderern in Argentinien, schwerpunktmäßig in Buenos Aires, gesprochen wurde. 
Zwischen 1880 und 1900 wanderten viele Migranten von Italien nach Argentinien aus. Der größte Teil gehörte der gesellschaftlichen Unterschicht an und besaß keine Kenntnis der spanischen Sprache. Durch die Kommunikation mit der einheimischen Bevölkerung, den Criollos und Gauchos, entstand eine Cocoliche genannte Mischsprache, bestehend aus spanischen und italienischen Wörtern mit italienischer Aussprache. Zeitweise sprachen über 40 % der Bevölkerung von Buenos Aires Cocoliche. Die nächste Generation der Einwanderer erlernte durch Kontakte mit einheimischen Nachbarn, in der Schule, bei der Arbeit oder beim Militärdienst die spanische Sprache. Somit wurde Cocoliche im Laufe der Zeit immer weniger gesprochen. In einigen literarischen Veröffentlichungen, beispielsweise von Dario Vittori, in Liedtexten des Tango rioplatense und im Wortschatz der argentinisch-uruguayischen Umgangssprache, d. h. im Lunfardo, lebt Cocoliche fort.